# Postmonorchis donacis
Postmonorchis donacis är en plattmaskart. Postmonorchis donacis ingår i släktet Postmonorchis och familjen Monorchiidae. Inga underarter finns listade i Catalogue of Life.